# Trioza buxtoni
Trioza buxtoni är en insektsart som beskrevs av Robert Malcolm Laing 1924. Trioza buxtoni ingår i släktet Trioza och familjen spetsbladloppor. Inga underarter finns listade i Catalogue of Life.